# Паукштакяйское староство
Паукштакяйское староство (лит. Paukštakių seniūnija) — одно из 11 староств Плунгеского района, Тельшяйского уезда Литвы. Административный центр — деревня Грумбляй.

## География
Расположено на западе Литвы, в восточной части Плунгеского района, на Жемайтской водораздельной гряде Жемайтской возвышенности.
Граничит с Жемайчю-Калварийским староством на севере, Альседжяйским — на северо-востоке, Жлибинайским — на юге и юго-востоке, Бабрунгским — на западе и юго-западе, Плателяйским — на северо-западе, и Ришкенайским староством Тельшяйского района — на востоке.

## Население
Паукштакяйское староство включает в себя 30 деревень.